# Pablo Rubén Eyré
Pablo Rubén Jorge Eyré (Vilanova, A Laxe, Chantada, 1 de abril de 1958) es un escritor en lengua gallega.

## Trayectoria
Ha colaborado en los periódicos El Progreso, La Voz de Galicia, La Región y en Artes y Letras, suplemento cultural del Faro de Vigo, con el seudónimo de Xohana de Arxilleiros. También fue colaborador de Dorna, revista de expresión poética gallega de la USC. Uno de sus poemas más emblemáticos figura en un monolito en piedra colocado por la Diputación Provincial de Lugo en la Serra do Faro, a petición pública de Uxío Novoneyra.
Desde muy joven participó en diversas actividades políticas y culturales en defensa de los intereses de Galicia. Durante unos años presidió la asociación cultural Lumieira; además, fundó el colectivo cultural Agrela y la Irmandade Cultural País do Faro. A su vez tuvo un papel destacado en la fundación de la revista de información y debate Alén-Parte. Fue también presidente del Círculo Recreativo y Cultural de Chantada. Actualmente es miembro del Consejo de Redacción de la revista Alicerces.

## Obra

### Narrativa
- A verdade nos espellos, 2015, Sotelo Blanco.[3]

### Obras colectivas
- Escolma de poesía galega (1976-1984), 1984, Sotelo Blanco.

## Premios
- XV Premio Vicente Risco de Creación Literaria (2014).[4] por A verdade nos espellos.[5]